# Cuttack
Cuttack, Katak (orija: କଟକ, hindi: कटक) – drugie co do wielkości miasto indyjskiego stanu Orisa, nad rzeką Mahanadi. Jest jednym z najstarszych miast w Indiach, założonym w roku 989. W 2007 r. zamieszkiwało je 750 000 osób. Nazwa pochodzi z sanskrytu, wyraz kataka, od którego się wzięła, oznacza obóz wojenny.
W mieście Cuttack rozwinął się przemysł metalowy, szklarski, włókienniczy, papierniczy, drzewny, chemiczny, skórzany oraz spożywczy. W tym mieście jest rozwinięte rzemiosło artystyczne oraz ośrodek handlowy.

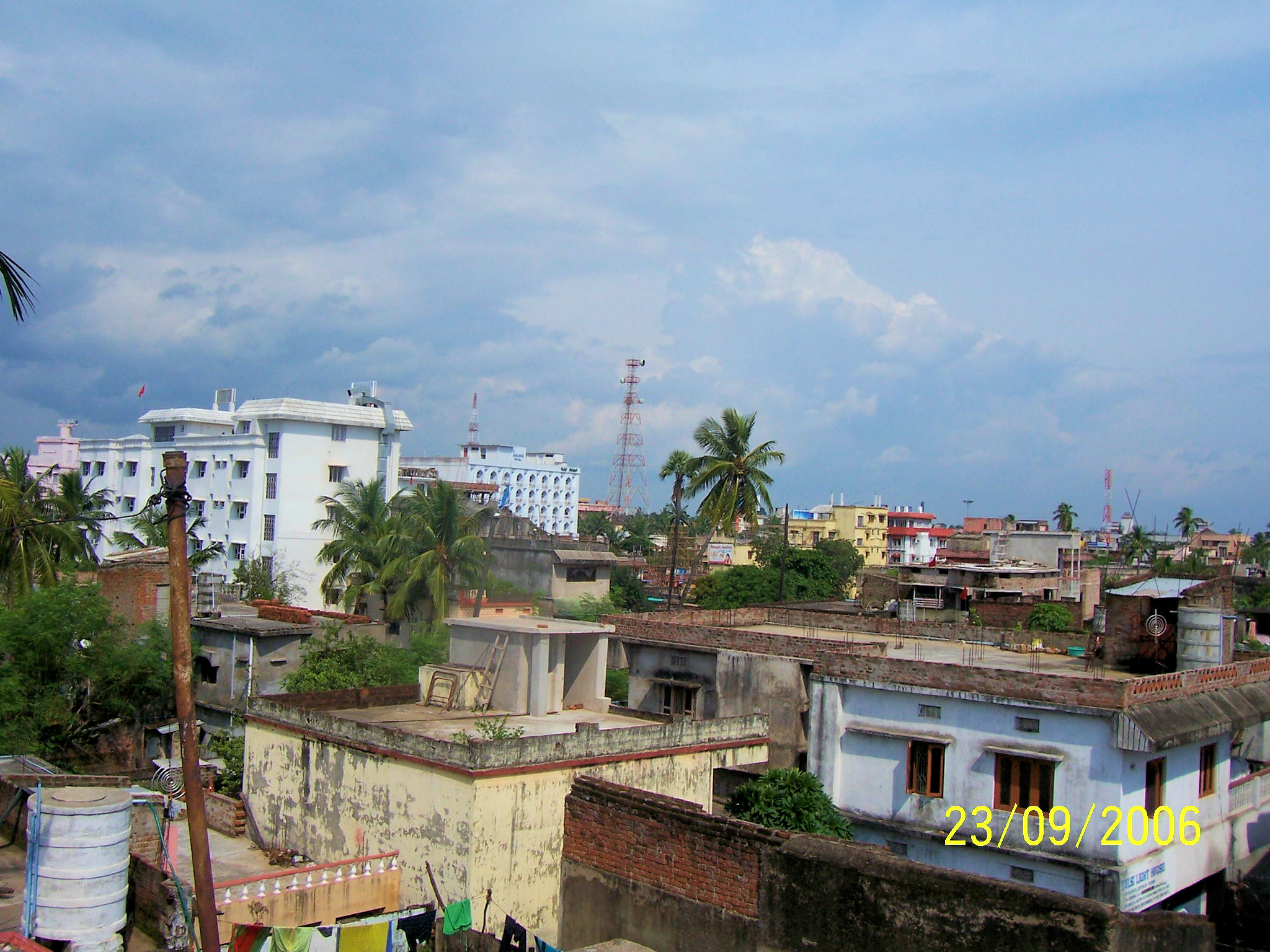
Cuttack